# 特雷茲吉

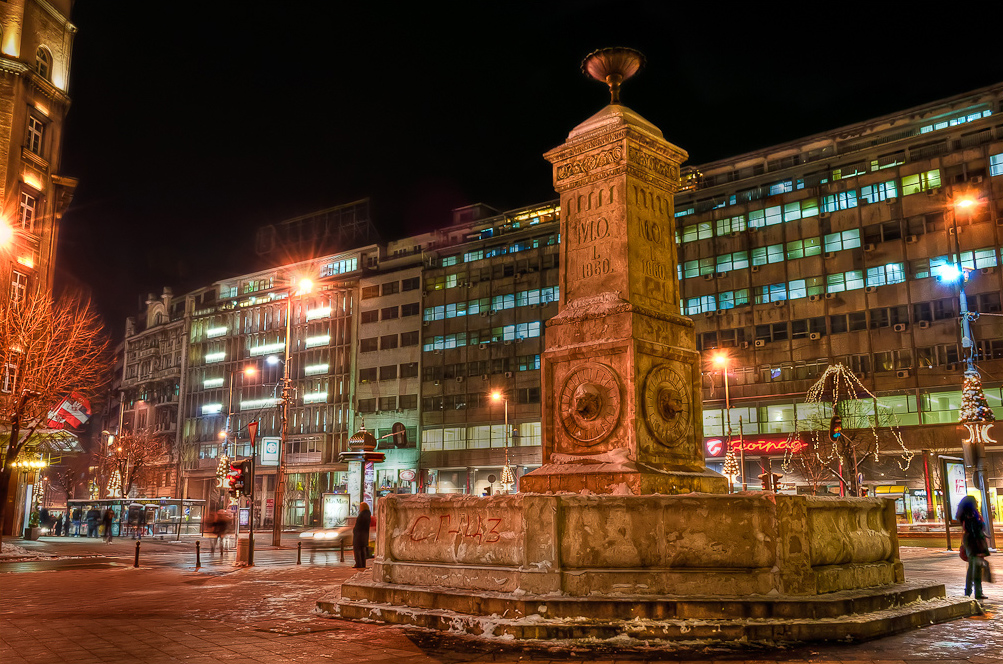

特雷茲吉 是塞爾維亞首都貝爾格勒市中心的一個廣場，位於貝爾格勒的舊格拉德區。在貝爾格勒的都市計劃中，特雷茲吉被設計為貝爾格勒的市中心。19世紀後期時，特雷茲吉已成為貝爾格勒的市中心。現在特雷茲吉附近仍有眾多地標性建築，是貝爾格勒的市中心之一。

## 外部連結
- City of Belgrade （页面存档备份，存于）

44°48′49″N 20°27′40″E / 44.81361°N 20.46111°E